# Mariano González (Boxer)
Mariano „Mario“ González Lugo (* 15. August 1969 in Puebla) ist ein ehemaliger mexikanischer Boxer. 

## Biografie
González nahm bei den Olympischen Sommerspielen 1988 im Fliegengewicht teil, wo er die Bronzemedaille gewann. Von 1996 bis 2002 war González Profiboxer. Er kämpfte zwei Mal um den Nordamerikanischen Meistertitel, unterlag jedoch beide Male.